# همانندسازی دی‌ان‌ای

همانندسازی ِDNA

در زیست‌شناسی مولکولی به فرایند تولید دو رشته ِDNA از یک مولکول ِDNA، همانندسازی DNA یا همتاسازی ِDNA (به انگلیسی: DNA replication) گفته می‌شود. همتاسازی در همه موجودات زنده به عنوان پایه وراثت اتفاق می‌افتد. همتاسازی از مراحل ضروری در تقسیم سلول‌ها است که طی تقسیم سلول در مرحلهٔ اینترفاز انجام می‌شود.
DNA دو رشتهٔ پلی‌نوکلئوتیدی مارپیچ است. در طی تکثیر، این رشته‌ها جدا می‌شوند. هر رشته مولکول اصلی DNA به عنوان الگوی رشتهٔ مکمل خود عمل می‌کند، در همتاسازی ِDNA، دو مولکول ِDNA تولید می‌شود که هر یک، دارای یک رشتهٔ جدید و یک رشتهٔ قدیمی هستند (ردیف نوکلئوتیدها در هر یک از مولکول‌های ِDNA حاصل، یکسان است) که باعث می‌شود ِDNA‌های دختر دقیقاً مشابه ِDNA مادر باشند. به این روش تکثیر که هر ِDNA دختر از یک رشته از ِDNA مادر و یک رشتهٔ نو ساخته شده‌است، روش همتاسازی همانندسازی نیمه‌حفاظتی می‌گویند.مکانیزم‌های تصحیح سلولی و تشخیص خطا تقریباً اطمینان حاصل می‌کنند که رشته ِDNA جدید کاملاً مشابه با قبلی باشد.
تکثیر ِDNA می‌تواند در آزمایشگاه و به‌صورت درون کشتگاهی و خارج از بدن جاندار انجام شود. برای این کار ِDNA پلیمراز، از سلول جدا شده و پرایمر (آغازگر) مصنوعی ِDNA می‌تواند برای شروع سنتز ِDNA در توالی‌های شناخته شده در یک مولکول ِDNA نمونه استفاده شود. واکنش زنجیره‌ای پلیمراز (PCR), واکنش زنجیره‌ای لیگاز (LCR) و تکثیر از طریق رونویسی (TMA)، نمونه‌هایی از همتاسازی در آزمایشگاه هستند.

## آنزیم‌های ضروری
هلیکاز: آنزیم هلیکاز کار بازکردن دو رشته ِDNA را برعهده دارد. هلیکاز با هیدرولیز کردن آدنوزین تری‌فسفات (ATP) انرژی لازم برای حرکت در طول ِDNA و بازکردن مارپیچ دورشته‌ای را امکان‌پذیر می‌کند. در ژنوم یوکاریوت‌ها از چندین مکان این بازشدگی رخ می‌دهد.
ِDNA پلیمراز: آنزیم ِDNA پلیمراز دو کار اصلی می‌کند. یکی با الگو قرار دادن یک رشته ِDNA، رشته دوم را از نوکلئوتیدهای آزاد می‌سازد (فعالیت پلیمرازی) و دیگری در صورتی که خطایی در فرایند همتاسازی رخ داده باشد که نوکلئوتیدهای غیر مکمل روبروی یکدیگر قرار گرفته باشند، آن را اصلاح می‌کند (فعالیت نوکلئازی).

## چگونگی همتاسازی
ِDNA پلیمراز در حال حرکت بر روی یک رشته ِDNA، دو رشتهٔ ِDNA را به یاری آنزیم هلیکاز مانند زیپ از یکدیگر جدا کرده و سپس از روی هر رشته، یک رشتهٔ نو ساخته می‌شود؛ به این گونه که یک آنزیم به نام ِDNA پلیمراز (دنا بسپاراز) بر روی نوار پلی‌نوکلئوتیدی حرکت می‌کند و با به‌کارگیری نوکلئوتیدهای آزاد که در سیتوپلاسم هستند (دارای ۲ یا ۳ گروه فسفات) هر نوکلئوتید را در برابر نوکلئوتید مکمل خود می‌گذارد.
ِDNA پلیمراز تنها در سوی انتهای بدون فسفات به سوی انتهای فسفات‌دار نوار پلی‌نوکلئوتیدی حرکت می‌کند. از آن‌جا که دو رشته ِDNA هم پادسو هستند، در یک رشته، هماتاسازی پیوسته انجام می‌شود و در رشته دیگر ('۵ به '۳) به‌شکلی پاره‌پاره انجام می‌شود که در پایان، آنزیم لیگاز، قطعات مجاور را به هم می‌پیوندد (پیوند فسفودی‌استر رخ می‌دهد).
آنزیم ِDNA پلیمراز توانایی دیگری نیز دارد و آن ویرایش است: در صورتی که نوکلئوتید اشتباهی به ِDNA‌های دختر اضافه‌شود، یعنی مکمل نباشد، این آنزیم برمی‌گردد و نوکلئوتید غلط را جدا و آن را با نوکلئوتید صحیح تعویض می‌کند. اگر این اشتباهات تصحیح نشوند در ِDNA‌های دختر باقی مانده و به نسل بعد منتقل می‌شوند. به این اشتباهات تصحیح نشده جهش می‌گویند.

## در پروکاریوت‌ها

همالسازی

همانندسازی در مکان آغازش همتاسازی آغاز می‌شود. این عمل نیازمند آنزیم‌های همانندسازی بسیاری است. در ابتدا، دو چنگال همانندسازی در این محل ایجاد می‌شود. در اغلب ژن‌ها، همتاسازی در ۲ جهت است. به مکان شروع در اشریشیا کلی، ناحیهٔ (Ori c) گفته می‌شود. اتصال پروتئین‌ها به آن، تنها هنگامی صورت می‌گیرد که دنا دارای ابر مارپیچ منفی یا در واقع در حالت وضعیت طبیعی کروموزوم اشریشیاکلای است. نتیجهٔ اتصال دنا A باز شدن مارپیچ دوتایی است که با پروتئین‌های hu تقویت می‌شود. این پروتئین‌ها فراوان‌ترین پروتئین بسته‌بندی دنا در اشریشیاکلای هستند. اولین مرحله اتصال یک هم آرای پیش‌آغازگر است. در ابتدا، ۱۲ پروتئین شامل ۶ نسخه از دنا B و ۶ نسخه از دنا C تشکیل می‌شود دنا C دارای یک نقش تراوایی است و پس از تشکیل آزاد می‌شود دنا B یک هلیکاز است و جفت بازها را می‌شکند.
وقتی دنا از هم باز شد پروتئین‌های SSBP به حالت ۴تایی به تک‌رشته متصل می‌شوند؛ وزن هریک حدود ۱۸ هزار دالتون است و اتصال آن‌ها از نوع تعاونی است. سپس نوبت به دناG می‌رسد که یک زی مایه پرایماز است. پروتئین‌های n وn´´،n´وi در انجام بهتر عمل این پروتئین‌ها دخالت دارند. هم آرایی این پروتئین‌ها و پرایماز را پرایموزوم می‌نامند. پروتئین n´مسئول شناسایی عملی است که اجزای هم‌آرای پیش‌آغازگر بایستی در آن‌جا اجتماع کنند، همچنین فعالیت هلیکازی وابسته به آدنوزین تری فسفات هم از خود نشان می‌دهد و SSBPها را از دنا تک‌رشته‌ای جدا می‌کند؛ پرایماز ۶۰ هزار دالتون است و در هر سلول ۷۵ مولکول از آن وجود دارد؛ پرایماز محصول ژن دنا G است و به آن پروتئین دنا G نیز گفته می‌شود. پرایماز را نوعی آران‌ای پلیمراز می‌نامند که تنها می‌تواند بخش‌های کوچکی از رنا به نام رنای آغازگر که دارای ۳ تا ۴ و ۵ تا ۱۰ نوکلئوتید هستند را رونویسی کند. پروتئین‌های rep با وزن مولکولی ۶۵۰۰۰ دالتون نقش باز کردن مارپیچ دنا را دارند به طوری‌که در مراحل بعدی همتاسازی، که سرعت باز شدن باید بالا باشد؛ این پروتئین‌ها به‌کار گرفته می‌شوند.

## دوراهی همتاسازی
در باکتری‌ها که ِDNA حلقوی دارند هماتاسازی معمولاً از دو دوراهی هماتاسازی شروع می‌شود. این دوراهی‌ها در یک نقطهٔ خاص به نام جایگاه آغاز همانندسازی به‌وجود می‌آیند. اغلب پروکاریوت‌ها (پیش هسته ای‌ها) فقط یک جایگاه آغاز همتاسازی دارند. دوراهی‌های همتاسازی به تدریج از هم دور می‌شوند، تا این که در نقطهٔ مقابل جایگاه آغاز همتاسازی به هم می‌رسند.

دوراهی همتاسازی

در سلول‌های یوکاریوتی (هوهسته ای)، هر کروموزوم از دو مولکول ِDNA طویل تشکیل شده‌است. اما طول ِDNA آن‌قدر زیاد است که اگر قرار باشد یک کروموزوم انسان، مانند باکتری همتاسازی را از یک نقطه آغاز کند، همتاسازی هر کروموزوم ۳۳ روز طول می‌کشید! از این رو همتاسازی در سلول‌های یوکاریوتی و انسان در نقاط مختلف انجام می‌شود (در چند نقطه). دوراهی‌های همتاسازی مختلف، سبب می‌شوند تا یک کروموزوم انسان در حدود ۸ ساعت به‌طور کامل همتاسازی کند.

## در یوکاریوت‌ها
در یوکاریوت‌ها همتاسازی در سه مرحله انجام می‌شود.
۱. شروع
گیره‌های لغزنده موجب افزایش چشم گیر پیش روندگی دنا پلیمرازها می‌شوند؛ این پروتئین‌ها شامل زیر واحدهای منفردی هستند که به شکل نان شیرینی‌های حلقوی سر هم می‌شوند. سوراخ موجود در مرکز حلقه به اندازه‌ای بزرگ است که بتواند مار پیچ دو رشته‌ای دنا را در بر بگیرد. ترارسان گیرهٔ لغزنده باز شده و روی دنا جای‌گیری می‌شود ترارسان گیره و دنا پلیمرازها نمی‌توانند هم‌زمان با گیرهٔ لغزنده میان‌کنش دهند و جایگاه اتصال آن‌ها بر روی یک سمت از گیرهٔ لغزنده با یکدیگر هم پوشانی دارند بنابراین این گیره که به دنا وصل است از آن جدا نمی‌شود.
انتخاب توالی همتاسازی با تشکیل هم آرای پیش همتاساز Pre_Rc انجام می‌شود؛ که ترکیبی از ۴ پروتئین مجزا است و با ترتیب ویژه‌ای به هر ترادف همتاساز متصل می‌شوند. نخستین مرحله از تشکیل آن شناسایی ترادف همتاساز به وسیلهٔ آغاز گر یوکاریوت‌ها یعنی ORCاست. به محض اتصال ORC پروتئین‌های حامل هلیکاز Cdc۶و Cdt۱ به آن متصل می‌شوند orc به همراه پروتئین‌های دیگری به هلیکاز موجود در چنگال همتاسازی یوکاریوتی وصل خواهد شد PreRCها برای شروع برای شروع توسط ۲ کیناز فعال می‌شوند Cdkو Ddk. این کینازها در G۱غیرفعال اند و در مرحلهٔ سنتز فعال می‌شوند فسفریلاسیون این پروتئین‌ها سبب جذب سایر پروتئین‌های همتاسازی هوهسته‌ای به نقطهٔ شروع همتاسازی می‌شود. این پروتئین‌ها ی جدید شامل ۳دنا پلی مراز هوهسته‌ای و سایر پروتئین‌های لازم برای به‌کارگیری آن‌ها ست. ابتدا ِDNA پلیمراز سیگما و بعد اپسیلون و به دنبال آن دنا پلیمراز آلفا پرایماز متصل می‌شوند به این ترتیب اطمینان حاصل می‌شود که هر ۳ دنا پلیمراز در ابتدا همتاسازی و قبل از ساخت رنا حضور دارند.
۲.ادامه

ساخت دنا

- مرحله اول :دنا هلیکاز موجود در چنگال همتاسازی اشریشیاکلای بر روی الگوی رشتهٔ پیرو و در جهت ۵´ به ۳´حرکت می‌کند هالو آنزیم دنا پلیمراز سه به هلیکاز متصل می‌شود و به این شکل هلیکاز به هر دو دنا پلیمرازها متصل خواهد شد؛ یکی از هسته‌های دنا پلیمراز سه، رشتهٔ پیرو و دیگری پیشرو را همتاسازی می‌کنند SSBهم مناطق تک رشته‌ای را می‌پوشاند.
- مرحلهٔ دوم :پرایماز به هلیکاز متصل شده و روی رشتهٔ دوم پرایمر می‌سازد.
- مرحلهٔ سوم:وقتی رشتهٔ پیرو ساخته شد دنا پلیمراز از گیرهٔ لغزنده و دنا آزاد می‌شود.
- مرحلهٔ چهارم: قسمتی دیگر از پیرو که قرار است همتاسازی شود به عنوان هدف برای ترارسان گیره عمل می‌کند به این ترتیب گیرهٔ لغزندهٔ جدید به هم آرای پرایمر _الگو متصل می‌شود.
- مرحلهٔ پنجم: هم آرای پرایمر الگو با گیرهٔ لغزنده متصل به آن‌ها به دنا پلیمراز از رشتهٔ پیرو متصل می‌شود و به این ترتیب ساخت قطعهٔ اکازاکی بعدی شروع می‌شود.

میان‌کنش بین پروتئین‌ها در طی این فرایند نقش به‌سزایی دارد، از جمله میان‌کنش‌ها می‌توان به میان‌کنش هلیکاز با دنا پلیمراز ۳اشاره کرد، که توسط حامل گیره به عنوان جزئی از هالوآنزیم وساطت می‌شود بنابراین هلیکاز اگر از دنا پلیمراز ۳جدا باشد حرکت آهسته‌ای دارد.
دومین میان‌کنش پروتئین _پروتئین مهم دیگر هلیکاز و پرایماز است. پرایماز اتصال محکمی با چنگال همتاسازی ندارد ولی در عوض در فاصلهٔ زمانی حدود ۱ مرتبه در ثانیه پرایماز به هلیکاز و دنا پوشیده شده با SSBمتصل می‌شود و پرایمر جدید ساخته می‌شود.
به مجموع تمام پروتئین‌هایی که در چنگال همتاسازی فعالیت دارند رپلیزوم می‌نامند.
۳. پایان
انتهای رشته در یوکاریوت‌ها تلومر نام دارد؛ که به‌طور معمول تکرارهایی از ترادف‌های غنی از ترادف‌های TG هستند برای نمونه مورد انسانی تکرارهایی از ترادف ´۵TTAGGG۳ می‌باشد. این ناحیه با آنزیم تلومراز برهم‌کنش می‌دهد. پروتئین‌هایی وجود دارند که به دقت طول رشته را وارسی می‌کنند و به‌عنوان مهارکننده برای تلومراز عمل می‌کنند؛ البته بسیاری از آن‌ها نیز فعالیت تلومراز را تعدیل می‌کنند، برای مثال پروتئین Cdc۱۳ به ناحیهٔ تک‌رشته‌ای تلومر متصل می‌شود و سبب اتصال تلومرازها روی رشته می‌شوند. پروتئینPOT۱ باعث مهار فعالیت تلومرازی می‌شود این پروتئین به تک رشته‌ای تارک دنا وصل می‌شود. پروتئین‌های Rif و RIF۲ به‌طور غیرمستقیم به Rap۱ با تارک ارتباط دارند و در مهار فعالیت دخالت دارند.

## تکمیل قطعه‌های اکازاکی
در یوکاریوت‌ها
بالغ‌سازی قطعات اکازاکی شامل چندین مرحلهٔ مجزا است که این مراحل عبارتند از برداشت آران‌ای پرایمر، پر نمودن شکاف حد فاصل ۲ قطعهٔ اکازاکی و نهایتاً اتصال ۲ دنا به یکدیگر است که ۲ مدل برای آن داده شده‌است.
الف: RNAaseH قطعهٔ آران‌ای متصل به انتهای قطعهٔ اوکازاکی را برمی‌دارد و از آن‌جا که این ریز مایه فقط می‌تواند اتصال بین ۲ ریبونوکلئوتید را بشکند، ریبونوکلئیکی در محل اتصال آران‌ای پرایمر و ِDNA باقی می‌ماند و سپس FEN۱ آن را برمی‌دارد.
ب: هلیکاز DNA۲ قطعهٔ ِDNA_آران‌ای را جابه‌جا می‌کند، سپس FEN۱ با خاصیت اندونوکلئازی خود نقطهٔ انشعاب را برش می‌دهد و آران‌ای جابه‌جا شده را برش می‌دهد.
در هر ۲ مدل شکاف ایجاد شده با به‌کارگیری ِDNA پلیمراز اپسیلون و سیگما، پر شده و لیگاز اتصال لازم را برقرار می‌کند.
در پروکاریوت‌ها:
ِDNA پلیمراز ۱ با خاصیت اگزونوکلئازی این مراحل را طی می‌کند و مراحل بعدی با به‌کارگیری ِDNA پلیمراز لازم و لیگاز انجام می‌شود.